# Velho Milongueiro
Arlindo Silva dos Santos, mais conhecido por Velho Milongueiro (Tapes, 4 de agosto de 1939 — Porto Alegre, 3 de maio de 2023) foi um cantor e compositor brasileiro.
Seu primeiro trabalho em disco foi em 1959 com a dupla Minuano e Milongueiro. Mais tarde, formou o conjunto Os Milongueiros com Flávio Mattes e Zé Duarte com o disco Saudades da Querência. Com a saída de Flávio Mattes, a nova formação ficou Milongueiro, Leonir e Zé Duarte. Vários discos foram gravados, entre eles Na Estrada do Sucesso, 10 Anos de Sucesso e Seus Cavalos de Aço.
Em 1980 partiu para a carreira solo como Velho Milongueiro, tendo como destaques deste trabalho as musicas Tô Ficando Velho Tô Ficando Fraco, É Mentira Desses Loco, Tanto a Pé como a Cavalo e Aventuras do Coló, entre outras.
Conhecido por ter sido um homem simples, divertido e com canções espirituosas, tem músicas gravadas por vários artistas de renome, como Gaúcho da Fronteira, Sérgio Reis, Bruno e Marrone, Joaquim e Manoel, Milionário e José Rico, Mococa e Paraíso e Banda Passarela (dando a eles disco de ouro com a música Por Causa Dela).
Já gravou pelos selos CBS, Acit, USA Discos, Continental e Chantecler.
Faleceu em 3 de maio de 2023 aos 83 anos. O músico nativista estava internado havia cerca de seis meses em razão de um câncer de bexiga e na próstata.

## Discografia[7]
- 1983 - Tanto a Pé como a Cavalo
- 1984 - O Velho Milongueiro
- 1985 - O Velho Milongueiro Volume 3
- 1986 - Não Tá Morto quem Peleia
- 1986 - Do Jeito que Sou
- 1987 - Coisas de Valor
- 1989 - Paizinho da Mãe
- 1990 - Ser Poeta
- 1992 - P.C.
- 1999 - Gaúcho Malandro
- 2001 - Metendo o Pau
- 2003 - Show de Bola
- 2014 - Sou Bonito e Danço Bem